# Église de Saint-Pierre-en-Vaux de Saint-Georges-des-Sept-Voies
L'église de Saint-Pierre-en-Vaux est une église située à Saint-Georges-des-Sept-Voies, en France.

## Localisation
L'église est située dans le département français de Maine-et-Loire, sur la commune de Saint-Georges-des-Sept-Voies.

## Historique
L'édifice, construit aux 12e et 13e siècles, est inscrit au titre des monuments historiques en 1984.